# Гремлін

Гремліни розливають мастило

Гре́млін (англ. gremlin) — вигадана істота з сучасного англійського фольклору, карлик, який шкодить усякій техніці, зокрема авіації.

## Етимологія
Вперше слово «гремлін» зафіксовано в 1923 році в англійських авіаторів, які служили на Мальті, Середньому Сході та в Індії. Імовірно створене за аналогією до «гоблін» (goblin) — злий дух у подобі карлика, який збиткується з людей, поєднаного з діалектним gremman — «злити, дратувати», або gruaimin — «вередун».

## Формування образу
Уявлення про гремлінів виникли під час британських повітряних операцій на Середньому Сході у 1920-х, або ж, цілком ймовірно, ще у часи Першої Світової війни. Пілоти описували їх як карликів у фут заввишки, носатих і яскраво одягнених. Гремліни живуть у закутках і не люблять тріщини.
Під час Другої Світової війни образ гремлінів популяризували Королівські повітряні сили, льотчики яких описували гремлінів духами, що спричиняють поломки при вильотах. Вважалося, що гремліни симпатизують ворогам, за іншими ж твердженнями, вони бешкетують на всіх літаках і їм однаково хто пілот.
Журналіст Гладвін Гілл, який літав на бомбардувальниках під час бойових завдань, пізніше створив комічний образ гремлінів: вони зазвичай носять вузькі сині штани, червоні куртки та зелені дербі. Роблять одяг з ковтунців, які утворюються на людському одязі, їдять оливки з викинутих бляшанок. Живуть у маленьких будиночках зі скріпок. Спочатку гремліни жили в норах на берегах, потім деякі з них перебралися в гори й так полюбили висоту, що стали пробиратися на літаки. Від гремлінів начебто допомагає особливий протигремлінівський порошок, або з'їсти один солоний арахіс, або підрахувати свої ґудзики й поділити кількість на три.
Петер Едсон, колумніст американської Асоціації газетних підприємств, жартівливо змальовував гремлінів так: «Зріст гремлінів всього кілька дюймів. У них роги, що ростуть з трикутного обличчя. І трохи шипастий хвіст. Вони не можуть літати, але вони носять крихітні чорні черевики на присосках, які дозволяють їм ходити по стелі та стінах, або навіть стояти на крилах пікіруючого бомбардувальника… Кожен британський пілот має своїх особистих гремлінів. Пілоти можуть сидіти за чаєм або пивом і годинами балакати про своїх гремлінів». Едсон зазначав, що гремлінів можна натренувати й вони допомагатимуть хазяїну. Всі гремліни — чоловіки, десь нібито є одна жінка, котру ніхто не бачив. Дитинчата гремлінів звуться віджетами.
Британський письменник Роальд Дал видав у 1942 році дитячу книгу «Гремліни», сюжет якої переповів Волту Діснею. Книга швидко здобула популярність і численні льотчики стали повідомляти, що особисто бачили описаних там гремлінів. Фольклорист Джон Гейзен описував такий випадок: якось у важкодоступній частині літака ним було знайдено кабель, ніби перекушений зубами. Тоді Гейзен почув грубий голос: «Скільки вам казати слухатись наказів і не братись за те, на чому не розумієтесь? — Ось як це робиться», що звучало ніби один гремлін повчав інших. Після цього почувся «музичний звук» і ще один кабель порвався.

## Трактування образу
Фольклорист Джон Гейзен вважав, що «на гремліна треба дивитися як на нове явище, на продукт машинного віку — віку повітря». На думку Марліна Брессі, навіть уявні гремліни сприяли високому бойовому духу льотчиків, бо вина за поломки перекладалася на злих духів, а не колег. «Набагато краще було зробити цапом-відбувайлом фантастичне створіння, ніж іншого члена власної ескадри».

## Гремліни в масовій культурі
Англійський письменник Роальд Даль у 1943 році видав дитячу книжку «Гремліни». За її мотивами Волт Дісней створив два мультфільми: «Падаючий кролик» (1943) і «Російська рапсодія» (1944). В «Російській рапсодії» зображені російські гремліни — кремліни, що шкодять нацистським льотчикам. У серіалі «Сутінкова зона» в епізоді «Жах на висоті 20 тисяч футів» (1963) гремліна зображено як потворну істоту людських розмірів. Як бешкетливі істоти гремліни фігурують у численних фільмах і анімації. У фільмах «Гремліни» (1984) і «Гремліни 2: Нова партія» (1990) гремліни — це пухнасті вухаті звірятка, що перетворюються на шкодливих ящерів з зубатими пащами, якщо їх неправильно доглядати.

## Галерея

Набір плакатів на тему безпеки праці часів Другої світової війни
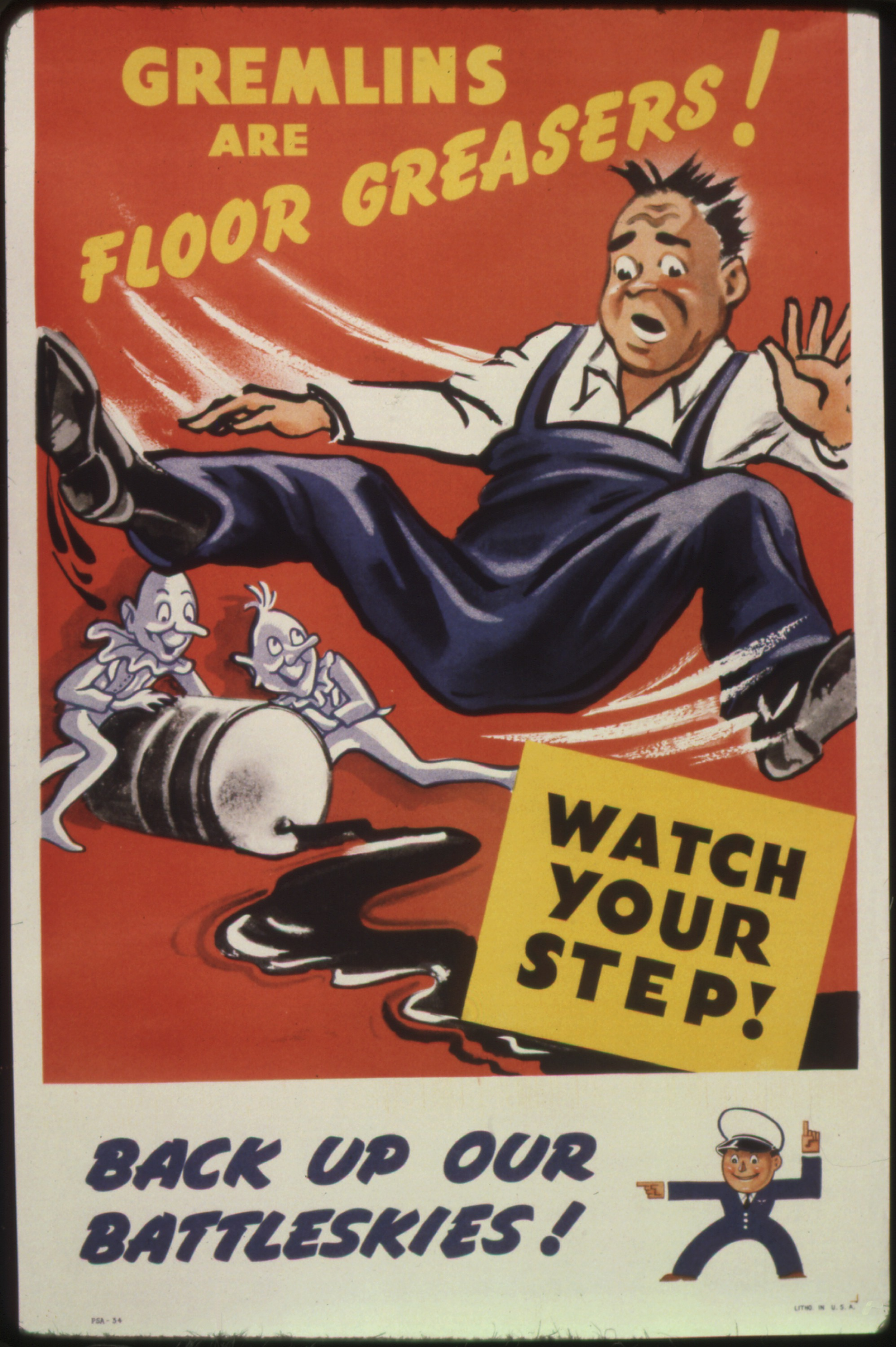
Дивись куди ступаєш! Гремліни намастили підлогу!
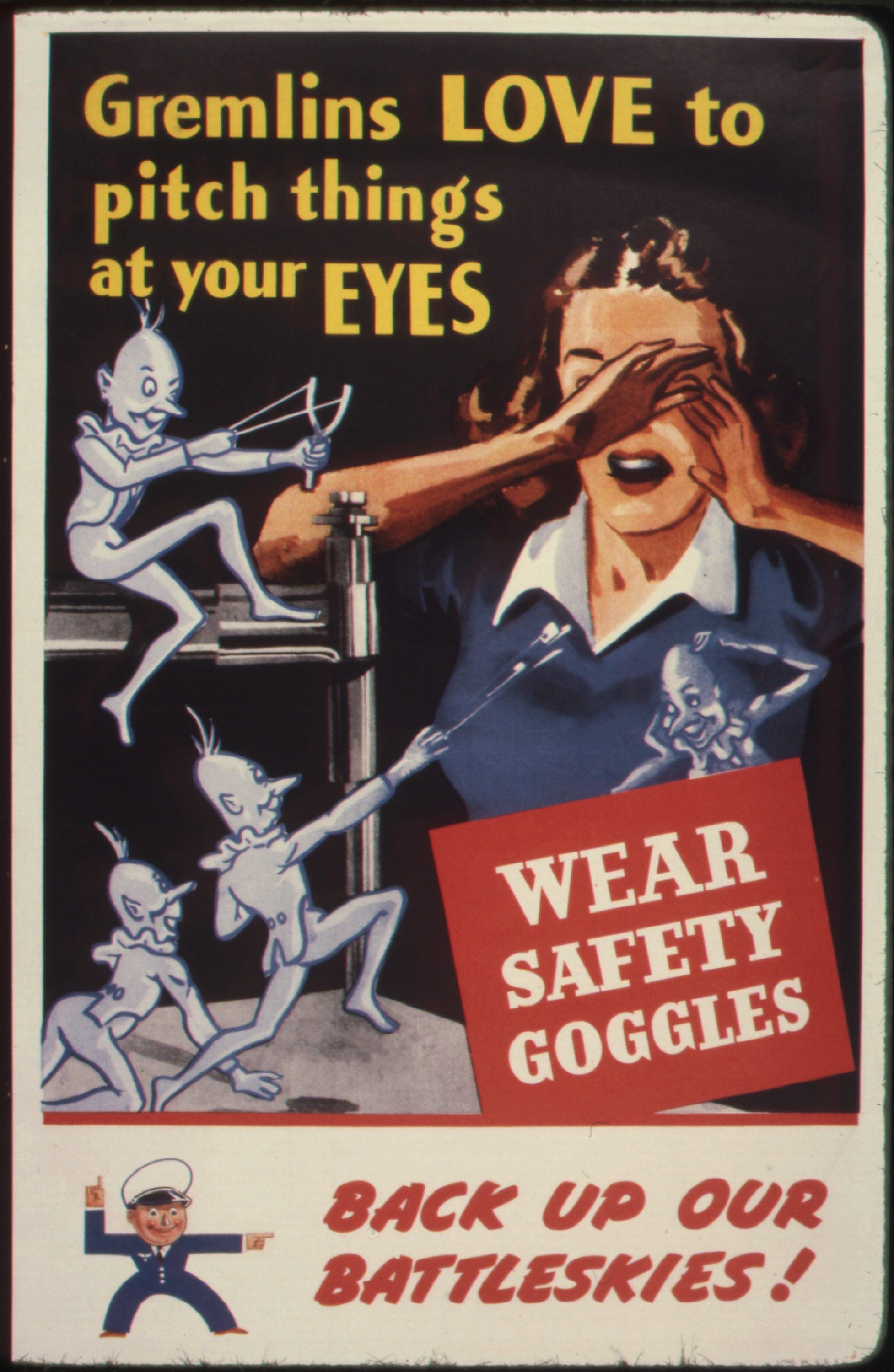
Носи захисні окуляри! Гремліни люблять кидатися чимось в очі
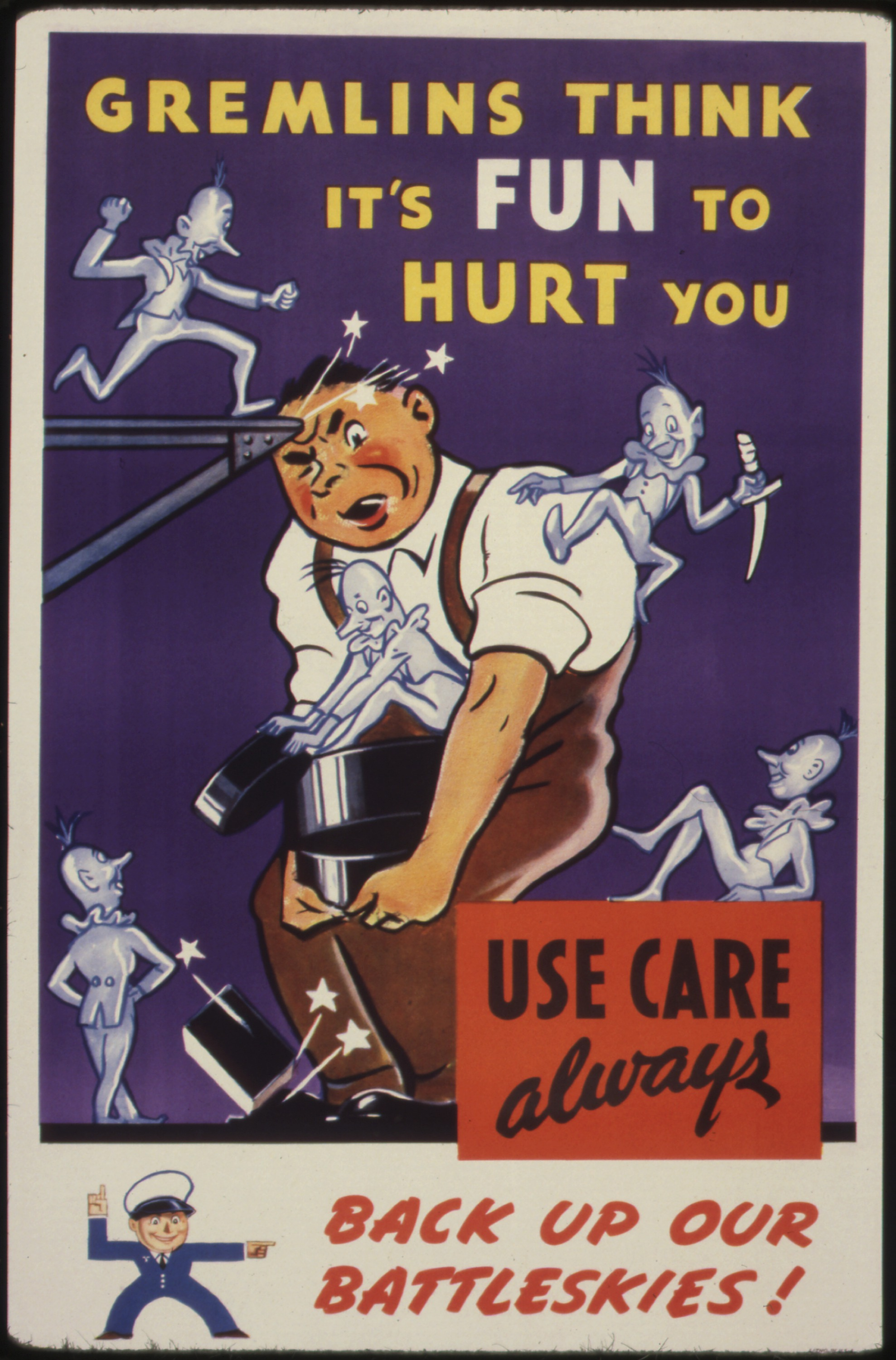
Будь обачний. Гремліни думають, що робити боляче тобі весело
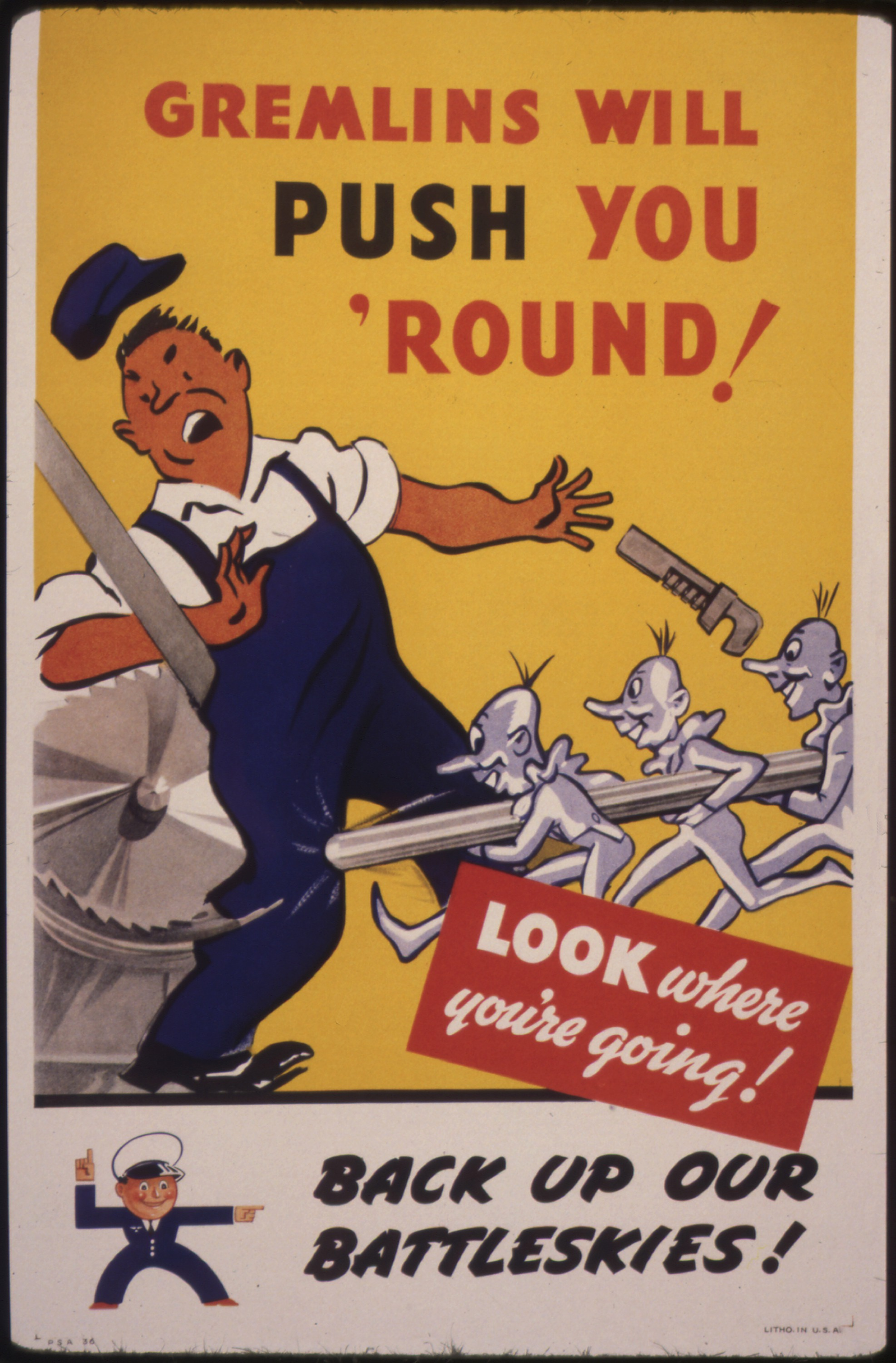
Дивись куди йдеш! Гремліни штовхнуть тебе!